# Zantö
Zantö（ザントー）は、2017年に結成された日本のミクスチャー・ロックバンド。3月10日を「ザントーの日」とし自主企画ライブを行っている。

## 概要
2017年11月結成。Rage Against The Machineのようなバンドを組みたかったというナカヤマシンペイを中心に結成。

### バンド名の由来
発案者はナカヤマシンペイ。まず語感ありきで"残党"という意味合いで考えていた所、塔山忠臣の「斬る刀でZantöだと思って僕はやります」という発言に感化され、"残党"と"斬刀"というダブル・ミーニングとなっている。

## メンバー
塔山忠臣 / TADAOMI TOUYAMA (vo.)
- 2017年に活動終了した0.8秒と衝撃。のパンク作曲家。

藤木寛茂 / HIROSHIGE FUJIKI (gt.)
- 元HaKUのギター。

美登一 / ICHI MITO (ba.)
- THE RODS、another sunnydayのベース。
- 「みといち」はステージ名ではなく本名。

ナカヤマシンペイ / SHINPEI NAKAYAMA (dr.)
- ストレイテナーのドラムス。
- 2018年4月、4コマ漫画『やさぐれぱんだ』の作者「山賊」は自分の別名義であったと公表している（連載中は公表されていなかった）[4][5]。2020年に新たにTwitterアカウントを取得し、山賊名義での活動を再開している[6]。

## 来歴
- 2017年結成。2017年11月18日にバンドのオフィシャルサイトとTwitterアカウントを開設[7]。
- 2018年1月24日に初音源「Zantö」配信リリース[8]。「LIFE OF ZANTO」「DON'T THINK DON'T FEEL」「HEISEI HALLELUJAH」の3曲。
- 2018年7月4日に1st album「Kill KATANA」をリリース[9]。　全10曲。作詞作曲はすべてナカヤマシンペイ。
- 2019年1月10日「Daily Stairs」を配信リリース。作詞作曲は塔山忠臣。
- 2019年2月10日「血の花」を配信リリース。

## 主なライブ
Zantö presents
- [Life of Zantö] 対バン
  - v.01 2017年12月19日 下北沢ERA 出演者 : Zantö / THE LITTLE BLACK / ヒゲドライVAN
  - [Kill KATANA RELEASE PARTY] 2018年9月15日 下北沢SHRLTER（W/ SuiseiNoboAz）、2018年9月21日 大阪 BEYOND(W/LEGO BIG MORL)、2018年9月22日 名古屋 R.A.D(W/SPARK!!SOUND!!SHOW!!)[10]
- [Day of Zantö] ザントーの日
  - v.01 2018年3月10日 下北沢シェルター 出演者: Zantö / cinema staff
  - v.02 2019年3月10日 Shibuya O-WEST 出演者: Zantö（初ワンマン）
- [Year of Zantö] 
  - v.01 2018年12月24日 新宿LOFT [出演] Zantö / SPARK!!SOUND!!SHOW!! / Large House Satisfaction / 他

### 出演イベント
- 2018年02月15日 - memento森 presents『NEVER 宴DING BEAT』
- 2018年03月01日 - Egg's -Returns-
- 2018年03月08日 - majiko presents 「new album "AUBE" release party ～名古屋パッション編～」
- 2018年04月14日 - HERE 君をハイテンションにするツアー2018 ～本日、俺はスーパーポジティブ!!～
- 2018年05月01日 - Yellow Studs presents GRAB Release Tour in京都
- 2018年05月02日 - wata. presents TRUST YOUR SOULS
- 2018年05月13日 - CONNECT歌舞伎町MUSIC FESTIVAL 2018
- 2018年05月26日 - Shimokitazawa SOUND CRUISING 2018
- 2018年06月04日 - NIGHT ON THE PLANET!-JAM NEWOPEN 2MAN BATTLE-
- 2018年07月05日 - 『ズバンッ!』
- 2018年08月18日 - Sky Jamboree 2018 前夜祭 TWENTIETH THE EVE
- 2018年09月22日 - Kill KATANA RELEASE PARTY
- 2018年11月05日・13日・16日 - THE LITTLE BLACK Release Tour 「2018年の黒メガネ」
- 2018年11月30日 - PAM "POINT AT ME TOUR"
- 2018年12月07日 - UZMK presents『KiNG CHiMERA』
- 2018年12月30日 - 放火魔大暴年会 2018
LUNA SEAのベーシストJの年末恒例イベント。Jがたまたまカーラジオで耳にしたことがきっかけで出演となった[11]。
- 2019年01月05日 - 歌舞伎町爆音祭 新春からラウドにいこうぜ!
- 2019年02月03日 - でらロックフェスティバル 2019
- 2019年03月24日 - IMAIKE GO NOW 2019
- 2019年06月02日 - SAKAE SP-RING 2019
- 2019年07月03日 - Party Fight!
- 2019年08月13日 - UZMK pre.『KiNG CHiMERA』vs アメリカ村DROP 16th ANNIVERSARY
- 2019年09月16日 - TOKYO CALLING 2019
- 2019年10月31日 - DOGIMAZUN TOKYO 2019
- 2020年01月10日 - SHINJUKU LOFT KABUKI-CHO 20TH ANNIVERSARY「東京STREET2020」
- 2020年02月02日 - でらロックフェスティバル2020

## その他
- ナタリーなどでは「Zanto」と表記、注釈で「※Zantoの「o」はウムラウト付きが正式表記」と追加されている。
- 「ö」は、スマホでは英語キーボードの「o」をロングタップ（長押し）すると出てくる。
- 2018年12月24日のライブより山賊とのコラボTシャツを販売[12]。ライブ当日は山賊のサイン会も行われた[13]。
- 2019年1～3月のリリースとライブのアートワークも山賊が担当[14]。
- 2018年12月24日のライブでは、「Daily Stairs」のみ来場者の撮影可能なフロアライブを行った[15]。撮影動画からMUSIC VIDEOを作成。この時、ナカヤマシンペイはZOZOスーツを着ている。